# NK Tabor Sežana
Nogometni klub Tabor Sežana, thường hay gọi NK Tabor Sežana hoặc đơn giản Tabor Sežana, là một câu lạc bộ bóng đá Slovenia đến từ Sežana thi đấu ở Giải bóng đá vô địch quốc gia Slovenia. Câu lạc bộ được thành lập năm 1923.

## Danh hiệu
- Giải bóng đá hạng ba quốc gia Slovenia: 2

1997–98, 2016–17
- Giải bóng đá hạng tư quốc gia Slovenia: 1

2007–08

## Đội hình hiện tại
Tính đến ngày 29 tháng 1 năm 2020
Ghi chú: Quốc kỳ chỉ đội tuyển quốc gia được xác định rõ trong điều lệ tư cách FIFA. Các cầu thủ có thể giữ hơn một quốc tịch ngoài FIFA.
| Số | VT | Quốc gia    | Cầu thủ            |
| -- | -- | ----------- | ------------------ |
| 3  | HV | Serbia      | Marko Ristić       |
| 4  | HV | Bờ Biển Ngà | Kevin Grobry       |
| 5  | HV | Bờ Biển Ngà | Denis Kouao        |
| 6  | TV | Croatia     | Mario Zebić        |
| 7  | TV | Slovenia    | Leon Sever         |
| 8  | HV | Áo          | Damir Mehmedovic   |
| 9  | TĐ | Slovenia    | Marsel Stare       |
| 10 | TV | Slovenia    | Marko Vukelić      |
| 14 | TĐ | Cameroon    | Rodrigue Bongongui |
| 15 | TĐ | Litva       | Karolis Laukžemis  |
| 18 | HV | Slovenia    | Klemen Nemanič     |
| 19 | HV | Croatia     | Antonio Azinović   |
| 20 | TĐ | Serbia      | Lazar Milošev      |
| 21 | TV | Ý           | Mattia Specogna    |

| Số | VT | Quốc gia    | Cầu thủ            |
| -- | -- | ----------- | ------------------ |
| 23 | TV | Slovenia    | Marko Krivičić     |
| 25 | TĐ | Slovenia    | Dino Stančić       |
| 30 | TV | Argentina   | Lucas Pittinari    |
| 32 | HV | Croatia     | Ivor Horvat        |
| 33 | HV | Slovenia    | Erik Salkić        |
| 42 | HV | Bờ Biển Ngà | Guy Yaméogo        |
| 72 | TM | Croatia     | David Šugić        |
| 77 | TĐ | Gabon       | Fahd Ndzengue      |
| 88 | TV | Croatia     | Dominik Mihaljević |
| 90 | TV | Serbia      | Stefan Stevanović  |
| 92 | TV | Croatia     | Mario Babić        |
| 99 | TM | Slovenia    | Arian Rener        |